# Patrick Mächler
Patrick Mächler (Lachen, 28 novembre 1972) è un ex fondista svizzero.

## Biografia
In Coppa del Mondo debuttò il 9 gennaio 1993 a Ulrichen (74°) e ottenne l'unico podio il 28 dicembre 1998 a Engelberg (3°).
In carriera prese parte a due edizioni dei Giochi olimpici invernali, Nagano 1998 (non conclude la 10 km) e Salt Lake City 2002 (28° nella 30 km, 40° nell'inseguimento, 10° nella staffetta), e a quattro dei Campionati mondiali (5° nella staffetta a Val di Fiemme 2003 il miglior risultato).

## Palmarès

### Coppa del Mondo
- Miglior piazzamento in classifica generale: 63º nel 2002
- 1 podio (individuale[1]):
  - 1 terzo posto

### Marathon Cup
- Miglior piazzamento in classifica generale: 14º nel 2003
- 1 podio:
  - 1 vittoria

#### Marathon Cup - vittorie
| Data         | Gara                | Luogo   | Paese    | Distanza    |
| ------------ | ------------------- | ------- | -------- | ----------- |
| 9 marzo 2003 | Engadin Skimarathon | Samedan | Svizzera | 42 km TL MS |

Legenda:

TL = tecnica libera

MS = partenza in linea